# カルデミンミット
カルデミンミット (Kardemimmit) は、フィンランドの女性フォークソングバンド。15弦と38弦のカンテレを演奏する。ヨーロッパ、北米、日本で公演を行っている。

## 来歴
- 1999年、フィンランド南部の街エスポーにある音楽学校 The Musical Institute Juvenalia で結成。
- 2004年、カンテレ協会のバンド・オブ・ザ・イヤーにノミネート。
- 2005年、カンテレ協会の国際コンクールで優勝。
- 2006年、メンバーがまだ10代半ばの若さで、アルバム『Viira』でデビュー。
- 2012年、2作目のアルバム『Kaisla』が『Introducing Kardemimmit』のタイトルで再発売され、ワールドミュージックのコンピレーション・アルバムのシリーズものであるラフ・ガイド・シリーズ（英語版）の北欧編『The Rough Guide to the Music of Scandinavia (Second edition)』のボーナス・ディスクとなった[1]。3作目のアルバム『Autio Huvila』がフィンランドのフォーク・アルバム・オブ・ザ・イヤーを受賞。
- 2016年、来日公演を行う[2]。
- 2017年、NHK-FMの番組『音楽遊覧飛行』で「Pilkoitettu」（遠く離れても）が曲紹介された[3]。来日公演を行う[4]。

## メンバー
- アンナ・ヴェゲリウス (Anna Wegelius)
- レーニ・ヴェゲリウス (Leeni Wegelius)
- ユッタ・ラーメル (Jutta Rahmel)
- マイヤ・ポケラ (Maija Pokela)

## ディスコグラフィー
- Viira (2006年)
- Kaisla (2009年)
- Autio Huvila (2012年)
- Onni / Happiness (2015年、邦題『しあわせ』)
- Kesäyön Valo / Midnight Sun (2017年、邦題『白夜』)
- Sisko muistatko? - Sister, Do You Recall? (2022年)